# 光イオン化
光イオン化（ひかりイオンか、英語: photoionization）あるいは光電離（ひかりでんり）とは、入射光子によって原子・イオン・分子から一個ないしは複数個の電子が放出される物理過程である。これは、本質的には金属における光電効果に伴う過程と同一のものであるが、気体においてはこの「光イオン化」という用語がより一般的に用いられている。
放出された電子は光電子と呼ばれ、イオン化前の電子状態に関する情報を運ぶ。一例を挙げると、一個のみ放出された電子は、入射光子のエネルギー E photon から、放出されたときの状態における電子束縛エネルギー E bind を引いた値に等しい運動エネルギー E kin を持っている（E kin = E photon - E bind）。光子のエネルギーが電子束縛エネルギーに満たないときは、光子は吸光あるいは散乱され、原子やイオンを光イオン化することはない。
具体例として、水素のイオン化を考えてみよう。水素のイオン化エネルギー（電子束縛エネルギーに相当）は 13.6 eV であり、入射光子はこれより大きなエネルギーを有していなければならない。これは入射光の波長が 91.2 nm より短くなければならない、という条件に相当する。光子のエネルギーがこの条件を満たしている場合、放出された光電子のエネルギーは次の式で与えられる。
{\displaystyle {mv^{2} \over 2}=h\nu -13.6\mathrm {eV} }
ここで m は電子の静止質量、v はイオン化直後の電子の速度、h はプランク定数、{\displaystyle {\nu }} は入射光子の振動数である。また一般に E kin = mv2/2 , E photon = {\displaystyle {h\nu }}と表されることを用いた。
原子・イオンと衝突した光子の全てが光イオン化に寄与するわけではない。光イオン化の確率には光イオン化断面積が関係しており、これは光子のエネルギーと光イオン化の対象に依存する。光子エネルギーがイオン化の閾値を下回っていた場合、光イオン化断面積はほぼゼロである。しかし、パルスレーザーの発展に伴い、極めて強く（高光強度または高光子流束密度）、波の揃った（コヒーレント）光を作ることができるようになってきており、そこでは多光子イオン化（または多光子電離、英語: multi-photon ionization; MPI）と呼ばれる現象が起きている。さらに高光強度な領域（赤外光または可視光において概ね I ∼ 1015 - 1016 W/cm2 前後）では、障壁抑制イオン化（英語: barrier suppression ionization; BSI）や再散乱イオン化（英語: rescattering ionization）のような非摂動現象（摂動論で説明できない現象）さえも観測されている。

## 多光子イオン化

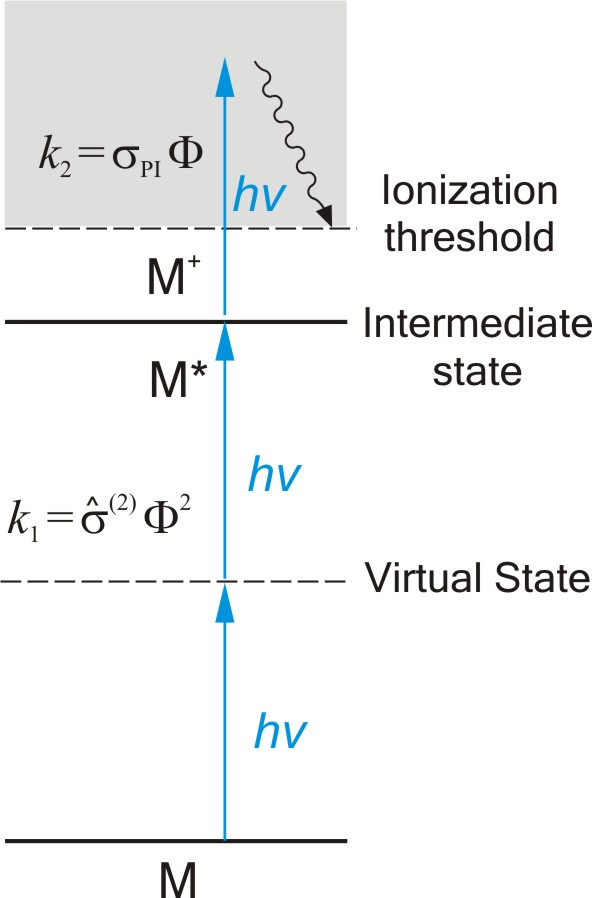
多光子イオン化の一種である共鳴多光子イオン化(REMPI) のエネルギー準位図。図の例ではエネルギー hν の光子を3個吸光することでイオン化準位 M^{+} を上回るエネルギーを得ている。共鳴多光子イオン化では共鳴準位 M^{*}（基底準位とイオン化準位の間にあるいずれかの励起準位など）を経由するため、そうでない場合に比べイオン化の確率が上昇する。

個別にはイオン化閾値を下回るエネルギーしか持っていない複数個の光子が、実際には、原子をイオン化するためにエネルギーを持ち寄ることがある。その確率は、必要な光子の数が増えるに従い急激に減少する。しかし、上述したように、近年は高光強度パルスレーザーの発展によって実現可能となってきた。摂動領域（英語: perturbative regime. 光学的な各振動数において概ね 1014 W/cm2 以下）において、N 個の光子を吸光する確率 P は、レーザー光強度を I としたとき、I の N 乗に比例する（P ∝ I N）。
超閾イオン化（または超閾電離、英語: above-threshold ionization; ATI）は、多光子イオン化の拡張であり、原子のイオン化に実際に必要な数よりも多くの光子を吸光するという現象である。その超過エネルギーによって放出電子は、閾値直上のエネルギーによるイオン化のような通常の場合よりも高い運動エネルギーを有するようになる。より正確に言えば、光電子スペクトル（光電子の、運動エネルギーに対する個数・頻度の分布）に、光子のエネルギーに相当する間隔を置いて複数のピークが見られる。これは、放出電子が通常の（可能な最小個の光子による）イオン化の場合よりも大きな運動エネルギーを持っていることを示唆している。